# Bryolymnia
Bryolymnia is een geslacht van vlinders van de familie Uilen (Noctuidae), uit de onderfamilie Hadeninae.

## Soorten
- B. atriceps Hampson, 1910
- B. bicon Druce, 1889
- B. castrena Jones, 1914
- B. clarita Köhler, 1979
- B. dido Köhler, 1979
- B. floccifera Möschler, 1886
- B. forreri Druce, 1889
- B. huastea Schaus, 1940
- B. marginata Schaus, 1911
- B. monodonta Kaye, 1922
- B. picturata Schaus, 1894
- B. poasia Schaus, 1911
- B. roma Druce, 1894
- B. strabonis Dognin, 1916
- B. viridimedia Smith, 1905